# Wind (satélite artificial)
Wind es un satélite artificial de la NASA lanzado el 1 de noviembre de 1994 desde Cabo Cañaveral mediante un cohete Delta a una órbita polar.

## Objetivos
Wind es el satélite gemelo del satélite Polar y está dedicado a medir el viento solar y el campo magnético. Los objetivos concretos de Wind son:
- estudiar el plasma, las partículas energéticas y el campo magnético.
- determinar el flujo magnético de salida de la magnetosfera en la zona de la cola magnética.
- estudiar los procesos con plasma implicado en el viento solar en la zona cercana a la Tierra.
- realizar observaciones en el plano de la eclíptica para ser utilizadas en estudios heliosféricos.

## Características
El satélite llevó el primer instrumento ruso en volar en una nave estadounidense desde 1987. La alimentación eléctrica era producida por las células solares que recubrían el cuerpo del satélite, del que salían varias antenas y mástiles que soportaban instrumentos. Estaba estabilizado por rotación (20 revoluciones por minuto). Los datos eran guardados por grabadoras de cinta hasta ser transmitidos a la Red del Espacio Profundo a velocidades de 5,5 o 11,1 kbps.
Llevaba los siguientes instrumentos:
- EPACT (Energetic Particle Acceleration, Composition and Transport): mide la aceleración de las partículas energéticas y los procesos de transporte en las erupciones solares, el medio interplanetario, la magnetosfera y los rayos cósmicos.
- Magnetic Field Investigation (MFI): magnetómetros utilizados para estudiar estructuras a gran escala y la fluctuación de los campos magnéticos interplanetarios en función del tiempo. Disponen de siete rangos de medida: 6, 64, 256, 1024, 4096, 16.384 y 65.536 nT con una resolución de hasta 2,5-4 para 1 nT.
- Radio and Plasma Wave Experiment (WAVES): experimento francés de ondas de radio y plasma para medir la intensidad y dirección de llegada de ondas de radio y plasma con origen en el viento solar cercano a la Tierra.
- Solar Wind Ion Composition Spectrometer (SWICS) / Suprathermal Ion Composition Spectrometer (STICS): para medir la composición ionica y la carga del viento solar, la velocidad, densidad y temperatura de los iones de He4++, medir la velocidad media de los protones del viento solar y medir la distribución de energía de algunas especies iónicas.
- Solar Wind Experiment (SWE): espectrómetro de seis ejes que proporciona funciones tridimensionales de la distribución de velocidad para iones y electrones con una alta resolución temporal.
- Transient Gamma Ray and EUV Spectrometer (TGRS): para hacer observaciones de alta resolución de eventos de rayos gamma transitorios en el rango de energía entre 20 keV y 10 MeV.
- 3-D plasma and energetic particle analyzer (3DP): mide la distribución tridimensional del plasma y los electrones e iones energéticos con alta resolución temporal, angular y de energía en un rango de entre 10 eV  y 5 MeV.
- KONUS: detector de rayos gamma.